# Four to the Floor
Four to the Floor è un singolo del gruppo musicale inglese Starsailor, pubblicato nel 2004 ed estratto dall'album Silence Is Easy.

## Tracce
- CD

1. Four to the Floor (Radio Edit) - 3:54
2. A Message - 4:28

- CD (Edizione limitata)

1. Four to the Floor (Radio Edit) - 3:54
2. Four to the Floor (Soulsavers Remix) - 5:12
3. Four to the Floor (Thin White Duke Remix) - 4:36
4. Four to the Floor (Enhanced Video)